# ボルゴ・サン・ジャーコモ
ボルゴ・サン・ジャーコモ（イタリア語: Borgo San Giacomo）は、イタリア共和国ロンバルディア州ブレシア県にある、人口約5,400人の基礎自治体（コムーネ）。

## 地理

### 位置・広がり

#### 隣接コムーネ
隣接するコムーネは以下の通り。括弧内は県名略記号。
- アッツァネッロ (CR)
- カステルヴィスコンティ (CR)
- オルツィヌオーヴィ
- クインツァーノ・ドーリオ
- サン・パオロ
- ヴェロラヌオーヴァ
- ヴェロラヴェッキア
- ヴィッラキアーラ

### 地震分類
イタリアの地震リスク階級 (it) では、3 に分類される
。

## 行政

### 分離集落
ボルゴ・サン・ジャーコモには、以下の分離集落（フラツィオーネ）がある。
- Acqualunga, Farfengo, Motella, Padernello